# Upcoming
 Denne artikel bør gennemlæses af en person med fagkendskab for at sikre den faglige korrekthed.

Upcoming er et låneord fra engelsk, der betyder at noget "kommer op," eller er "på vej." Det bruges ofte til at beskrive begivenheder, der er nært forestående. Udtrykket forveksles ofte med et andet engelsk udtryk, up-and-coming, der beskriver personer der gør fremskridt inden for et fagligt eller kreativt felt. 
| Sprog | Spire Denne artikel om sprog er en spire som bør udbygges. Du er velkommen til at hjælpe Wikipedia ved at udvide den. |